# Osman Pascià (ammiraglio)
Osman Pascià (Rize, 1785 – Rize, 1860) è stato un ammiraglio ottomano, che nel corso della guerra di Crimea fu comandante della flotta turca durante la battaglia di Sinope (30 novembre 1853).

## Biografia

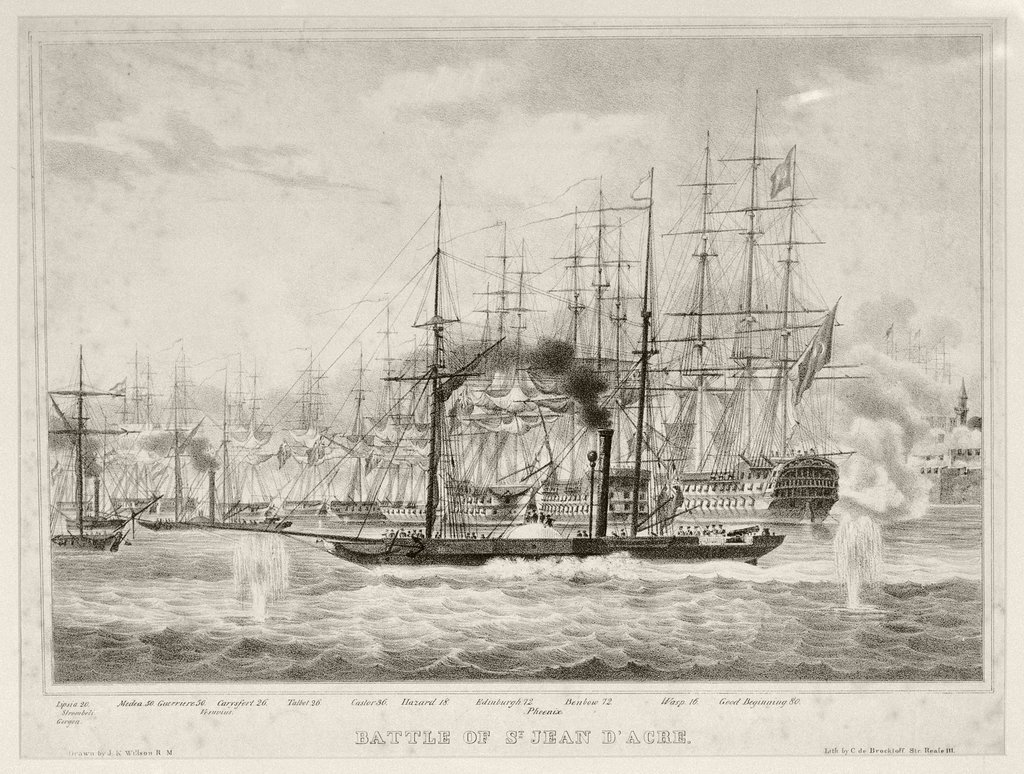
Navi turche durante il bombardamento di San Giovanni d'Acri, 3 novembre 1840.

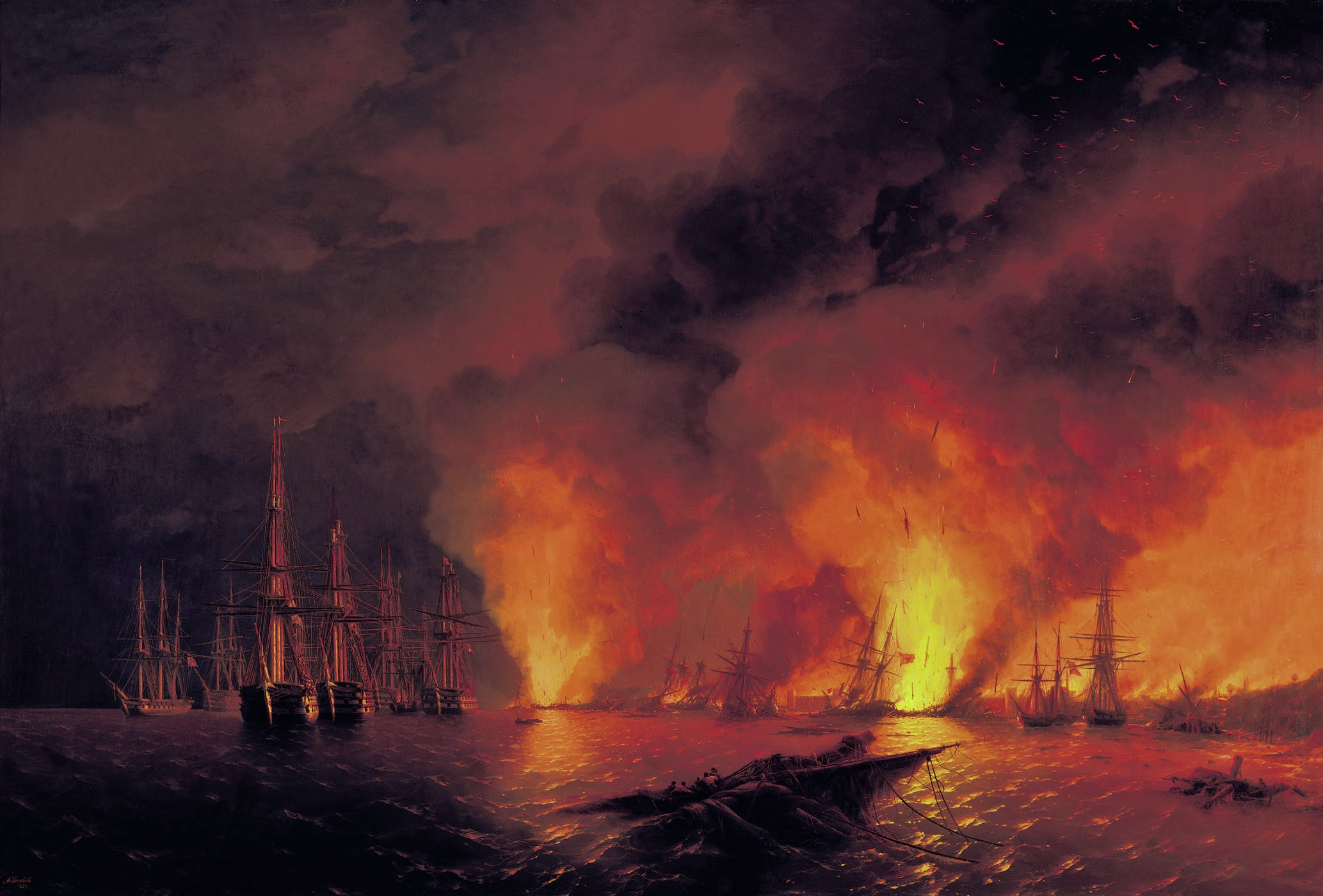
La battaglia di Sinope in un dipinto di Ivan Konstantinovič Ajvazovskij (1817–1900).

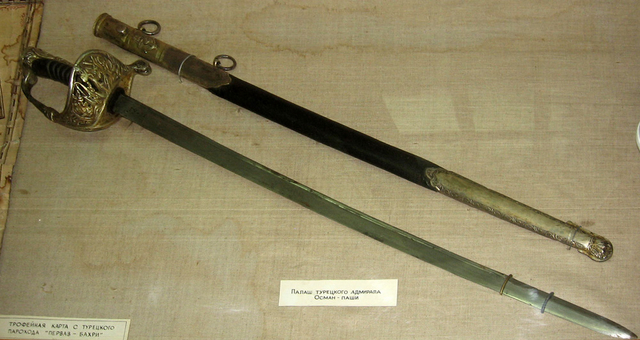
La spada di Osman Pascià esposta presso il Museo di storia militare della flotta del Mar Nero a Sebastopoli.

Nacque a Rize nel 1785. Si arruolò come cadetto nella marina egiziana al tempo del Wali Mehmet Ali, partecipando successivamente alla guerra d'indipendenza greca come comandante di un brigantino. Prese parte alla disastrosa battaglia di Navarino (20 ottobre 1827) sotto gli ordini di Moharrem Bey, comandante della squadra egiziana. Nel 1830 assunse il comando di una fregata, e successivamente passò in servizio presso la marina ottomana. 
Nel 1839 l'Impero ottomano tentò di riprendere il controllo della Siria, allora sotto il dominio di Mehmet Ali, ma il tentativo fallì quando suo figlio Ibrāhīm Pascià, riuscì a sconfiggere definitivamente le truppe ottomane nella battaglia di Nezib. Quando la flotta ottomana comandata dal capitan pascià Ahmad Fawzi defezionò a favore degli egiziani, era già stato promosso al grado di contrammiraglio (Riyale). Rimasto fedele al governo del sultano, dopo il bombardamento di San Giovanni d'Acri (3 novembre 1840), dove comandava un vascello di linea, nel 1844 fu elevato al rango di viceammiraglio (Patrona).
Dopo lo scoppio della guerra di Crimea con l'Impero russo, nell'autunno del 1853 venne incaricato di trasportare rifornimenti e rinforzi alla guarnigione turca di Batumi, assumendo il comando di una piccola squadra navale. Alla fine di novembre la sua squadra, composta da 7 fregate a vela,, tre corvette a vela e due navi a vapore, con un totale di 4.200 uomini, lasciò il Bosforo inoltrandosi nel Mar Nero. A causa delle cattive condizioni meteorologiche le navi turche ancorarono nella rada di Sinope, dove il giorno 27 furono scoperte da una più potente formazione russa agli ordini dell'ammiraglio Pavel Stepanovič Nachimov. Composta da sei navi di linea, due fregate e tre navi a vapore la formazione russa entrò nella rada di Sinope il 30 novembre, circondando la formazione turca ed intimandole la resa.
Deciso a combattere, egli diede ordine alle sue navi di salpare per portarsi al largo, così da prendere, con l'aiuto della batterie costiere, la formazione russa tra due fuochi, ma l'ordine non fu compreso dagli altri comandanti turchi. Visto ciò diede ordine di puntare la prora della sua nave, la fregata Avni Illah, contro l'ammiraglia avversaria per speronarla alla fiancata, ma così facendo venne presa di mira da due delle più potenti navi russe che la distrussero sparando bordate su bordate, e impiegando anche i nuovi proiettili esplosivi di tipo Paixhans. Rimasto gravemente ferito a un piede durante il combattimento, venne raccolto da una nave russa e dopo aver consegnato la sua spada all'ammiraglio Nachimov fu fatto prigioniero. Portato dapprima a Sebastopoli, fu poi trasferito a Odessa, venendo rilasciato dopo la firma del trattato di Parigi (30 marzo 1856), che pose fine al conflitto. Ritornato in Patria, sebbene il suo grado fosse stato abolito, divenne membro del Consiglio dell'ammiragliato, ritiratosi poi a vivere a Rize, dove si spense nel 1860.
Suo figlio Ahmed Bey divenne anch'egli ufficiale della marina e capitano vascello, mentre suo nipote Osman Emin Ahmed Pascià (1858-1890) fu ammiraglio della retroguardia (Mirliva).

### Annotazioni
1. ↑  La flotta egiziana era suddivisa in due squadre, una al comando di Kapudan Bey, era formata da due vascelli di linea, cinque fregate e 12 corvette, e una al comando di Moharram Bey da quattro fregate, 11 corvette, 21 brigantini cinque schooner e cinque o sei brulotti.
2. ↑  Si trattava della Avni Illah (44 cannoni), della Fazl Illah (44 cannoni, che in precedenza era stata la russa Rafail, catturata nel 1829), della Nizamieh (62 cannoni), della Nessin Zafer  (60 cannoni), della Navek Bahri (58 cannoni), della Damiat (56 cannoni), e della Kaid Zafer (54 cannoni).
3. ↑  Tre da 120 cannoni e tre da 84.

### Fonti
1. 1 2 3 4 5  Badem 2010, pp. 113-136.
2. 1 2 3 4 5  Löbe 1861, p. 367.
3. 1 2  Meyer 1877, p. 391f.
4. 1 2 3 4 5  Battaglia 2011, p. 70.
5. 1 2  Battaglia 2011, p. 71.